# لیندا ادر
لیندا ادر (انگلیسی: Linda Eder؛ زادهٔ ۳ فوریهٔ ۱۹۶۱) یک خواننده اهل ایالات متحده آمریکا است.